# Чагарниця гансуйська
Чагарни́ця гансуйська (Ianthocincla sukatschewi) — вид горобцеподібних птахів родини Leiothrichidae. Ендемік Китаю. Вид названий на честь російського громадського діяча і колекціонера Володимира Сукачова.

## Поширення і екологія
Гансуйські чагарниці є ендеміками гір Міньшань на півдні Ганьсу та на півночі Сичуаню. Вони живуть в мішарних, вічнозелених і широколистяних лісах з густим бамбуковим і чагарниковим підліском. Зустрічаються на висоті від 2000 до 3000 м над рівнем моря. Живляться безхребетними, насінням і ягодами.

## Збереження
МСОП класифікує цей вид як вразливий. За оцінками дослідників, популяція цього рідкісного, малодослідженого виду становить від 3500 до 15000 птахів. Гансуйським чагарницям загрожує знищення природного середовища.